# Добрий німець
«Добрий німець» (англ. The Good German) — американський драматичний трилер режисера Стівена Содерберга (був також оператором), що вийшов 2006 року, екранізація однойменного роману Джозефа Кенона. У головних ролях Джордж Клуні, Кейт Бланшетт, Тобі Маґвайр.
Продюсерами були Бен Косґров, Ґреґорі Джейкобс. Вперше фільм продемонстрували 12 листопада 2006 року у США на American Cinemateque. В Україні фільм не демонструвався.

## Сюжет
Американський військовий кореспондент приїжджає у післявоєнний Берлін для висвітлення миру у місті. Проте він хоче знайти свою колишню коханку — Ліну Брандт. У пошуках йому допомагає його водій, американський солдат Патрік Таллі. Чим довше вони її шукають, тим більше вони заплутуються у закулісних іграх.

## У ролях
| Актор         | Персонаж                                             | Роль                               |
| ------------- | ---------------------------------------------------- | ---------------------------------- |
| Джордж Клуні  | Джейкоб «Джейк» Ґейсмар (англ. Jacob "Jake" Geismar) | військовий кореспондент            |
| Кейт Бланшетт | Ліна Брандт (англ. Lena Brandt)                      | німецька єврейка                   |
| Тобі Маґвайр  | Патрік Таллі (англ. Patrick Tully)                   | водій Джейка, американський солдат |
| Бо Бріджес    | Мюллер (англ. Muller)                                | полковник                          |
| Тоні Карран   | Денні (англ. Danny)                                  |                                    |
| Равіль Ісянов | Сікорський (англ. Sikorski)                          | генерал                            |

## Сприйняття

### Критика
Фільм отримав загалом негативні відгуки: Rotten Tomatoes дав оцінку 33 % на основі 147 відгуків від критиків (середня оцінка 5,0/10) і 34 % від глядачів із середньою оцінкою 2,9/5 (36,319 голосів), Internet Movie Database — 6,1/10 (17 261 голос), Metacritic — 49/100 (34 відгуки критиків) і 5,5/10 від глядачів (30 голосів).

### Касові збори
Під час показу у США, що почався 15 грудня 2006 року, протягом першого тижня фільм показали у 5 кінотеатрах і ві зібрав $76,817, що на той час дозволило йому зайняти 34 місце серед усіх прем'єр. Показ протривав 119 днів (17 тижнів) і закінчився 12 квітня 2007 року, зібравши у прокаті у США $1,308,696, а у світі — $4,606,212, тобто $5,914,908 загалом при бюджеті $32 млн.

### Нагороди і номінації[9]
| Рік  | Нагорода                                    | Категорія                 | Номінант         | Результат |
| ---- | ------------------------------------------- | ------------------------- | ---------------- | --------- |
| 2006 | Las Vegas Film Critics Society Awards       | Найкраща музика           | Томас Ньюман     | Номінація |
| 2006 | Los Angeles Film Critics Association Awards | Найкраща музика           | Томас Ньюман     | Номінація |
| 2007 | 79-а церемонія вручення нагороди «Оскар»    | Найкраща музика до фільму | Томас Ньюман     | Номінація |
| 2007 | Берлінський кінофестиваль                   | Золотий ведмідь           | Стівен Содерберг | Номінація |
| 2007 | Broadcast Film Critics Association Awards   | Найкращий композитор      | Томас Ньюман     | Номінація |
| 2008 | Sant Jordi Awards                           | Найкраща іноземна актриса | Кейт Бланшет     | Номінація |